# Gotisk arkitektur

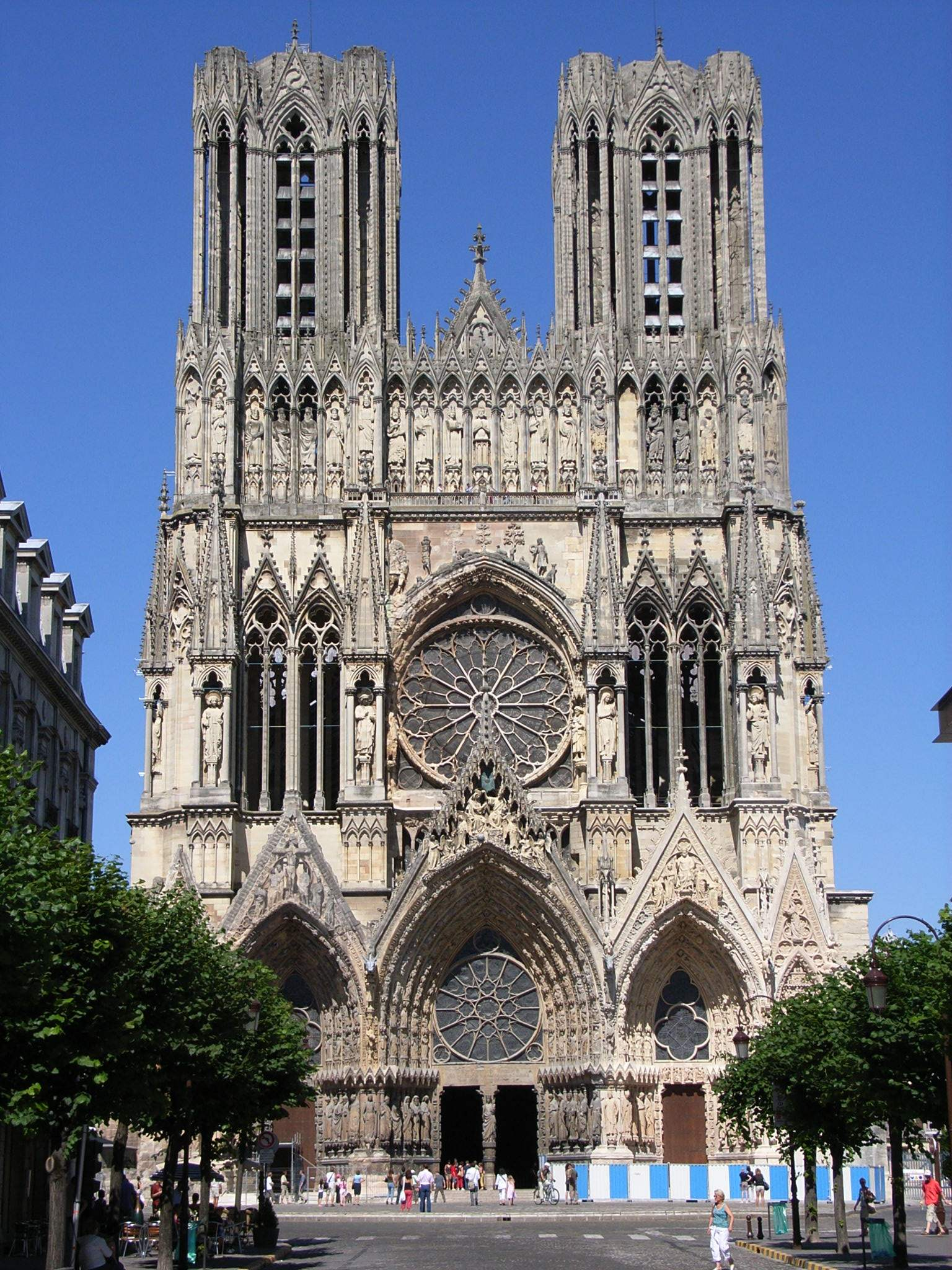
Västra sidan av katedralen i Reims, Frankrike.

Gotisk arkitektur är en stil av arkitektur som uppstod i Frankrike på 1100-talet och fick sitt genombrott i resten av Europa på 1200-talet. Gotiken är, till skillnad från den romanska rundbågsstilen, en spetsbågsstil. Gotisk stil utmärker sig främst genom stora glasytor, smala spiror, spetsbågar, kryssribbvalv och skelettartade stenstrukturer. Den gotiska stilen kom främst att användas i katedraler och andra kyrkor. Det var en "ljusets arkitektur" – avsedd att lyfta iakttagarens blick från det materiella till det immateriella. Rum som flödade av ljus – gudomligt ljus – var något helt nytt. Konceptets poäng var att lyfta fram det andliga. Arkitekturens uppdrag var underordnat upplevelsen av det gudomliga.

## Konstruktionsprinciper

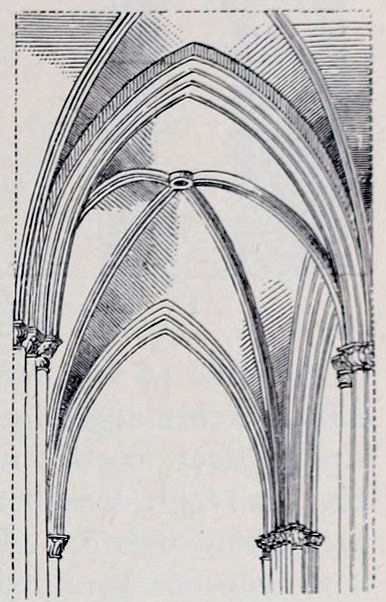
Gotiskt valv.

Upprinnelsen till den gotiska arkitekturen var strävan att uppföra kyrkobyggnader av basilikatyp, det vill säga med högre mittskepp och lägre sidoskepp. Svårigheten bestod i att föra ned trycket från de massiva korsvalven i mittskeppet utan att vara tvungen att ta till alltför grova murar som stöd. Den gotiska arkitekturen använde sig av tre sammanhängande konstruktions-principer för att lösa problemet: det fyrdelade kryssribbvalvet, spetsbågen och strävpelaren.
Trycket från valvet mildrades genom ett system av ribbor mellan vilka ett tunt skal av sten bildade valvkapporna. Genom att trycket från valven nu fördes ned i bestämda punkter istället för jämnt fördelat över en hela muren kunde man helt enkelt ta bort delar av muren. När man lät de utvändiga strävpelarna uppta stora delar av trycket från valvet kunde ytterligare stora delar av muren ersättas med fönster. Genom att brottet mellan valvets horisontella krafter och den vertikala muren inte längre blev så markant kunde man ersätta den tidigare rundbågen med spetsbågen som lättare kunde anpassas till olika spännvidder. En konsekvens av detta var att man kunde ersätta den tidigare bundenheten vid kvadratiska travéplaner med rektangulära planer – både spännvidderna och dimensionerna i kyrkobyggnaderna ökade avsevärt.
Även andra detaljer som kan sägas vara typiska för den gotiska arkitekturen kan härledas direkt ur dess konstruktiva grundprinciper. Knippelarna utgör naturliga fortsättningar på ribborna i valvet; spetsbågen hänger samman med de konstruktiva formerna och skrevs ofta in i höga gavlar som direkt avspeglades i takets lutning.
Där den romanska arkitekturen förblev bunden till de statiska antika byggelementen och artikulationen mellan burna och bärande delar, upphävdes dessa motsatser i den gotiska arkitekturen som i stället strävar uppåt och ofta är så rikt ornamenterad att man har svårt att uppleva ett helhetsintryck inför alla strävpelare, fialer, vimperger, torn och skulpturala element. Trots detta är gotiken en av de konstruktivt mest konsekvent genomförda byggstilarna i historien.

## Unggotiken

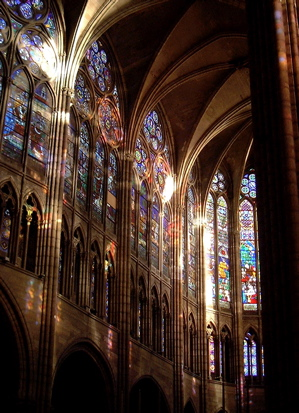
Klosterkyrkan Saint-Denis interiör

I koromgången i klosterkyrkan Saint-Denis användes för första gången spetsbågiga kryssribbvalv på ett medvetet sätt, och kyrkans invigning 1144 med närvaro av Ludvig VII, Abbot Suger och biskopar från hela Frankrike kan sägas inleda den gotiska epoken. Kolonnerna och valven bildar ett ramverk utan massiv murverkan kring symboliken i bilderna i de målade fönstren: "Hela sanktuariet genomströmmas av ett mirakulöst och kontinuerligt ljus, som tränger in genom de allra heligaste fönstren" som Suger själv uttryckte det.

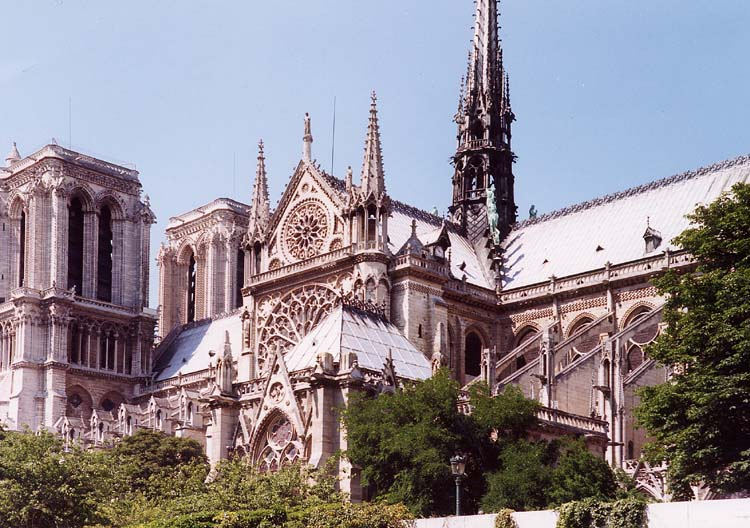
Unggotik: Notre-Dame i Paris med södra transeptet i förgrunden

Konstruktionsmässigt följdes Saint-Denis av fler kyrkoprojekt som alla eftersträvade större enhetlighet och mer vertikalitet. I katedralen Saint-Étienne i Sens omkring 1140–1180 höll man fast vid emporvåning och stödväxling och en klassisk, vilande proportionering dominerar fortfarande. I Notre-Dame de Paris övergav man stödväxlingen vilket gav mer enhetlighet men höll fast vid emporerna. Tjocka kolonner avlöses av knektar som sträcker sig upp i valven.

## Höggotiken

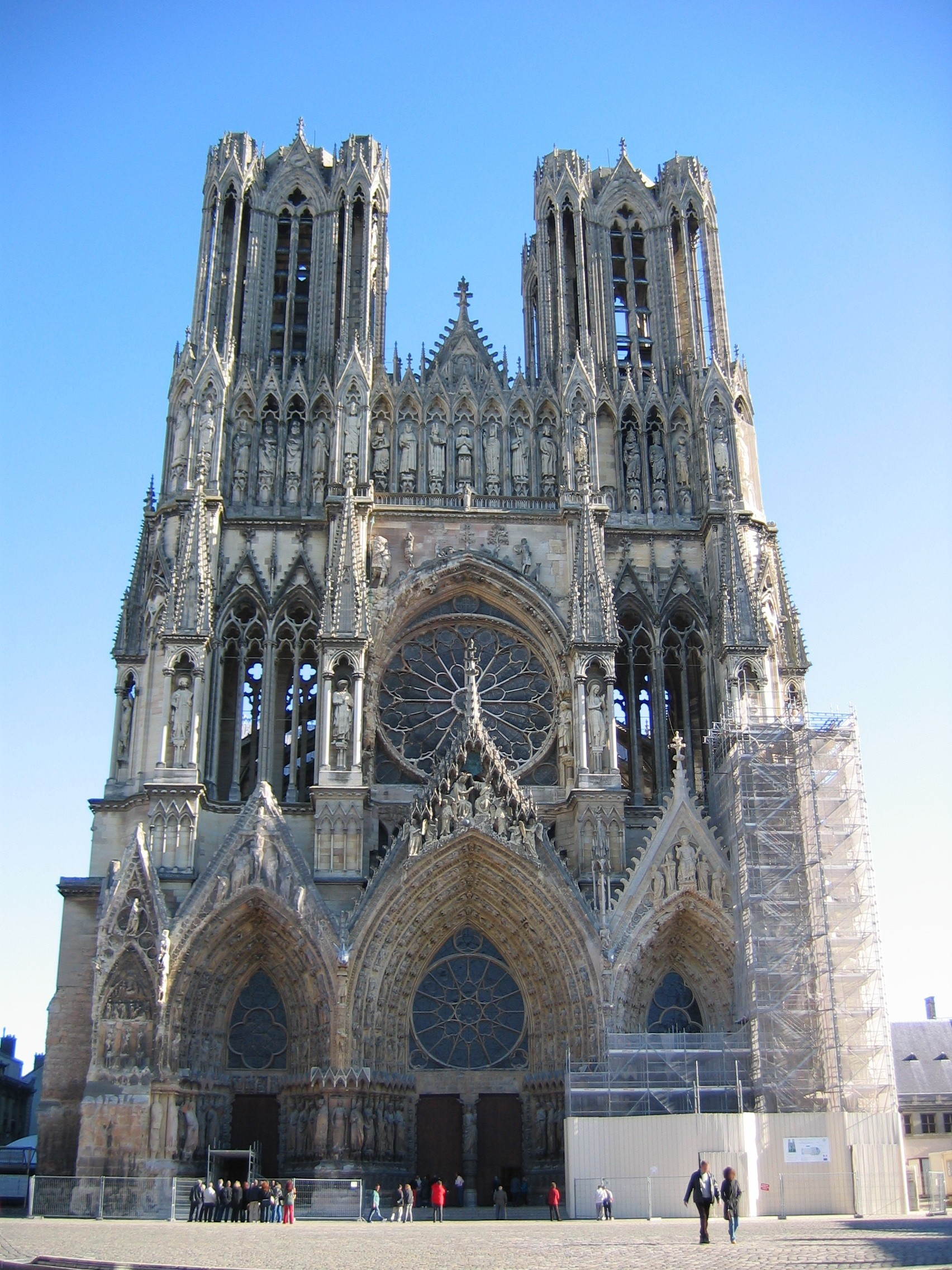
Höggotik: Katedralen i Reims

I Notre-Dame i Chartres kom den gotiska stilen omkring 1200 att först hitta sin höggotiska balans mellan detaljering och helhet. Man ersatte emporvåningen med ett triforium och gjorde arkaderna högre samt klerestoriet betydligt större än tidigare, vilket ledde till att mittskeppets övre del därför badar i ljus och färg. Samtidigt bands alla delarna ihop av knektarna och ribborna som bildade ett konsekvent system från golvet till slutstenarna som med strävpelarnas hjälp gav ett lätt intryck. Koret gjordes nästan lika stort som långhuset och omgavs av en koromgång vilket medgav ännu mer ljus.
I katedralen i Reims, påbörjad 1211, har ännu mer ljus släppts in i kyrkorummet genom att klerestoriet nästan uteslutande består av masverk och att rosettfönstret antagit enorma proportioner. Ett enhetligt system sambinder i Reims både kor och transept, och portalernas dimensioner svarar mot skeppen i interiören.
I katedralen i Amiens, påbörjad 1220, uppnåddes gotikens största dimensioner – 42 meters takhöjd invändigt – och mittskeppsväggarna kan knappast kallas väggar längre – arkaderna upptar mer än halva höjden – och korets plan består av ett raffinerat system som kombinerar sju inre och tolv yttre stödpunkter.

## Sengotiken

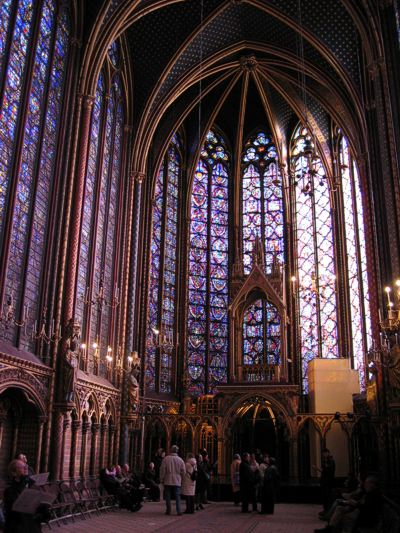
Sengotik: Koret i Sainte-Chapelle

Det sista monumentala höggotiska katedralprojektet blev koret i katedralen i Beauvais som påbörjades 1225. Det störtade samman på 1280-talet vilket kan ses som övergången från den höggotiska strävan efter balans mellan konstruktiva delar till sengotikens mer dekorativa verkan med helt dominerande spröjsverk, en utveckling som kom att mynna ut i Sainte-Chapelle som från början tänktes som ett helt uppglasat skrin kring den relik, Kristi törnekrona, som förvarades där. Dess kor består nästan uteslutande av glas, och dess stödsystem har minimerats till vertikala pelare som tryckts mot den höga fasaden.

## Tegelgotik

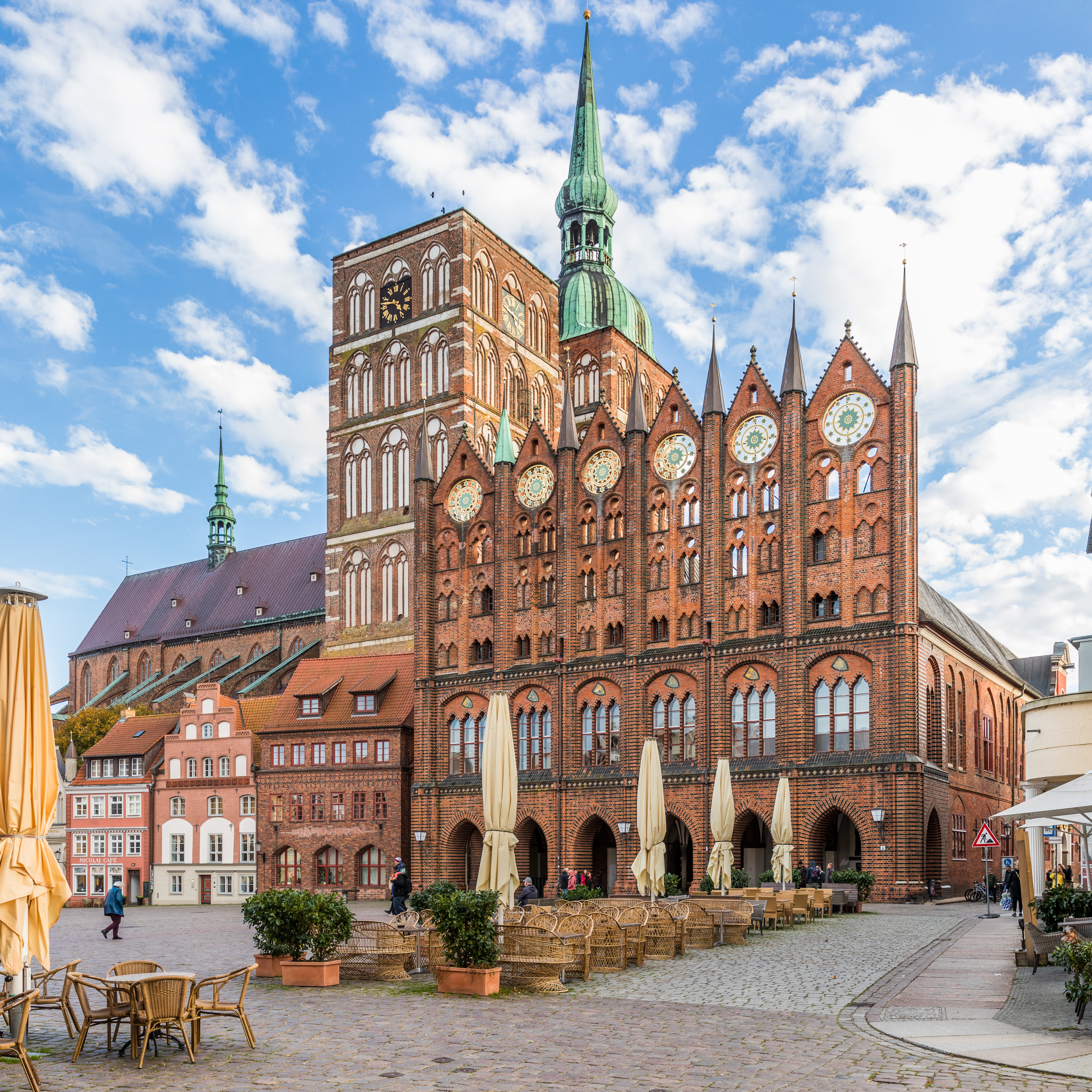
Tegelgotik - Nikolaikyrkan och rådhuset i Stralsund.

Den tegelarkitektur som uppfördes i norra Tyskland, Nederländerna och länderna runt Östersjön under slutet av 1100-talet fram till 1500-talet kallas tegelgotik (ty:Backsteingotik). Denna typ av arkitektur finner man i de flesta Hansastäder. Stralsunds rådhus och Nikolaikyka, Holstentor i Lübeck och Mariakyrkan i Gdansk är exempel på tegelgotik.

## Civilarkitektur

### Borgar
Arkitekturen i de franska privathusen påverkades inte nämnvärt av utvecklingen i kyrkorna. Den feodala adeln levde till övervägande del på landsbygden i borgar. Borgarna som byggdes under den romanska perioden var bostadstorn, s.k. donjon. Under gotiken omgavs istället la Grand' Salle och det privata kapellet av en murgördel och flera torn.
I Nordeuropa byggdes tidens borgar i tegelgotik, till exempel ordensborgen Marienburg i Malbork i Polen.

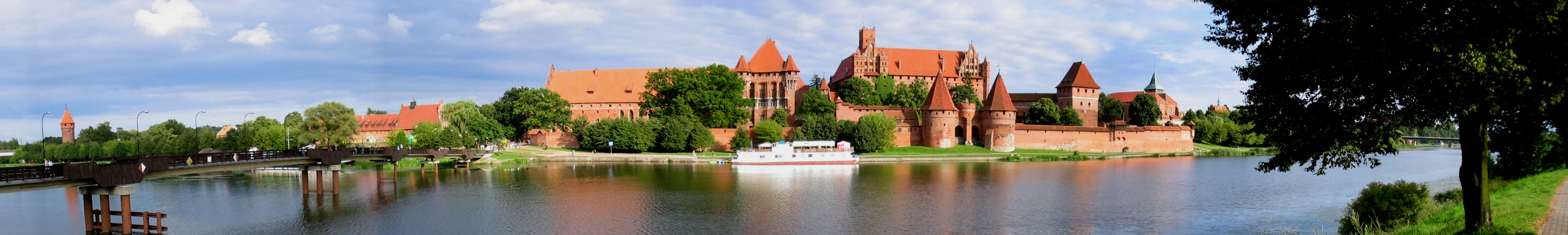
Malbork

Exempel på franska borgar är:
- Castel del Monte
- Coucy
- Gaillard
- Loches
- Tarascon

### Palats och privathus
I städerna, i synnerhet i Paris, kom dock en viktig ny form av aristokratiskt bostadsform att se dagens ljus, s.k. hôtel:
- Hôtel de Sens
- Hôtel de Clyny

## Nygotiken
Nygotiken var en "nationell stil" i alla Europas länder under 1800-talet, i opposition till de nyklassiska stilarna som uppfattades som internationella.
I nygotiken återupplivades gotikens formspråk. Stilen växte fram under 1700-talet i England, där man vurmade för medeltiden.
Den nygotiska stilen representeras bland annat av Parlamentshuset i London. I Frankrike och Tyskland fick ett flertal kyrkor en nygotisk prägel. I Sverige är Allhelgonakyrkan i Lund, Kristinehamns stadskyrka, Oscar Fredriks kyrka i Göteborg samt Matteus kyrka i Norrköping typiska exempel. Den nygotiska stilen finns även representerad i andra offentliga byggnader, som Rudbecksgymnasiet i Örebro och privatbostäder.

## Lista över gotiska katedraler
Följande är en ofullständig lista över gotiska katedraler.
| Katedral                           | Byggår    | Stad/Region                |
| Frankrike                          | Frankrike | Frankrike                  |
| ---------------------------------- | --------- | -------------------------- |
| Katedralen Saint-Étienne           | 1135-1515 | Sens, Yonne                |
| Klosterkyrkan Saint-Denis          | 1140-     | Saint-Denis, Île-de-France |
| Katedralen i Noyon                 | ca 1150-  | Noyon                      |
| Notre-Dame                         | ca 1163-  | Paris                      |
| Notre-Dame i Laon                  | 1170-     | Laon, Aisne                |
| Katedralen i Chartres              | 1198–1220 | Chartres, Eure-et-Loir     |
| Katedralen i Reims                 | 1211-     | Reims, Marne               |
| …                                  |           | Étampes                    |
| …                                  |           | Avallon                    |
| Saint-Bénigne i Dijon              |           | Dijon                      |
| Saint-Loup-de-Naud                 |           |                            |
| La Charité-sur-Loire               |           |                            |
| Katedralen i Amiens                | 1220-     | Amiens                     |
| Saint-Barthélemy                   |           | Liège                      |
| Saint-Gilles du Gard               |           | Gard                       |
| Saint-Trophime                     |           | Arles                      |
| Saint-Étienne i Bourges            | 1195–1255 | Bourges, Cher              |
| …                                  |           | Le Mans                    |
| Katedralen i Beauvais              | 1225–1278 | Beauvais, Oise             |
| Sainte-Chapelle                    |           | Paris                      |
| Saint-Germain-en-Laye              |           |                            |
| …                                  |           | Strasbourg                 |
| …                                  |           | Rouen                      |
| Italien                            |           |                            |
| …                                  |           | Modena                     |
| Baptisteriet, domen och kampanilen |           | Pisa                       |
| …                                  |           | Siena                      |
| Domen i Orvieto                    |           | Orvieto                    |
| Domen i Milano                     |           | Milano                     |
| San Nicolà Pellegrino              |           | Trani                      |
| Norge                              |           |                            |
| Nidarosdomen                       | 1070–1320 | Trondheim, Norge           |
| Spanien                            |           |                            |
| Santa Maria de la Sede             |           | Sevilla                    |
| …                                  |           | Toledo                     |
| Burgos katedral                    |           | Burgos                     |
| Storbritannien                     |           |                            |
| Katedralen i Canterbury            |           | Canterbury                 |
| Katedralen i Ely                   | 1083–1375 | Ely                        |
| …                                  | 1220-     | Salisbury                  |
| …                                  |           | Wells                      |
| …                                  |           | Rochester                  |
| …                                  | 1192-     | Lincoln                    |
| …                                  |           | Gloucester                 |
| York Minster                       | 1230–1472 | York                       |
| Katedralen i Worcester             |           | Worcester                  |
| Westminster Abbey                  | 1245–1517 | London                     |
| Sverige                            |           |                            |
| Linköpings domkyrka                | 1230–1360 | Linköping, Sverige         |
| Skara domkyrka                     | 1050–1350 | Skara, Sverige             |
| Storkyrkan                         | 1270–1420 | Stockholm, Sverige         |
| Uppsala domkyrka                   | 1273–1435 | Uppsala, Sverige           |
| Tyskland                           |           |                            |
| …                                  |           | Limburg an der Lahn        |
| …                                  |           | Minden                     |
| Domen i Albrechtsburg              |           | Meissen                    |
| Domen i Naumburg                   |           | Naumburg an der Saale      |
| Kölnerdomen                        |           | Köln                       |
| Katedralen i Ulm                   |           | Ulm                        |
| Centraleuropa                      |           |                            |
| Stefansdomen                       |           | Wien, Österrike            |
| Mariakyrkan i Kraków               |           | Polen                      |
| Mariakyrkan i Gdansk               | 1342–1502 | Polen                      |
| Katedralen i Zagreb                |           | Kroatien                   |
| Sankt Martinsdomen                 |           | Bratislava, Slovakien      |
| Sankta Barbarakyrkan               |           | Kutna Hora, Tjeckien       |
| Sankt Vituskatedralen              |           | Prag, Tjeckien             |
| Mátyástemplom                      |           | Budapest, Ungern           |